# 1157 w polityce

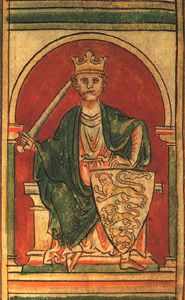
Ryszard I Lwie Serce. Miniatura średniowieczna

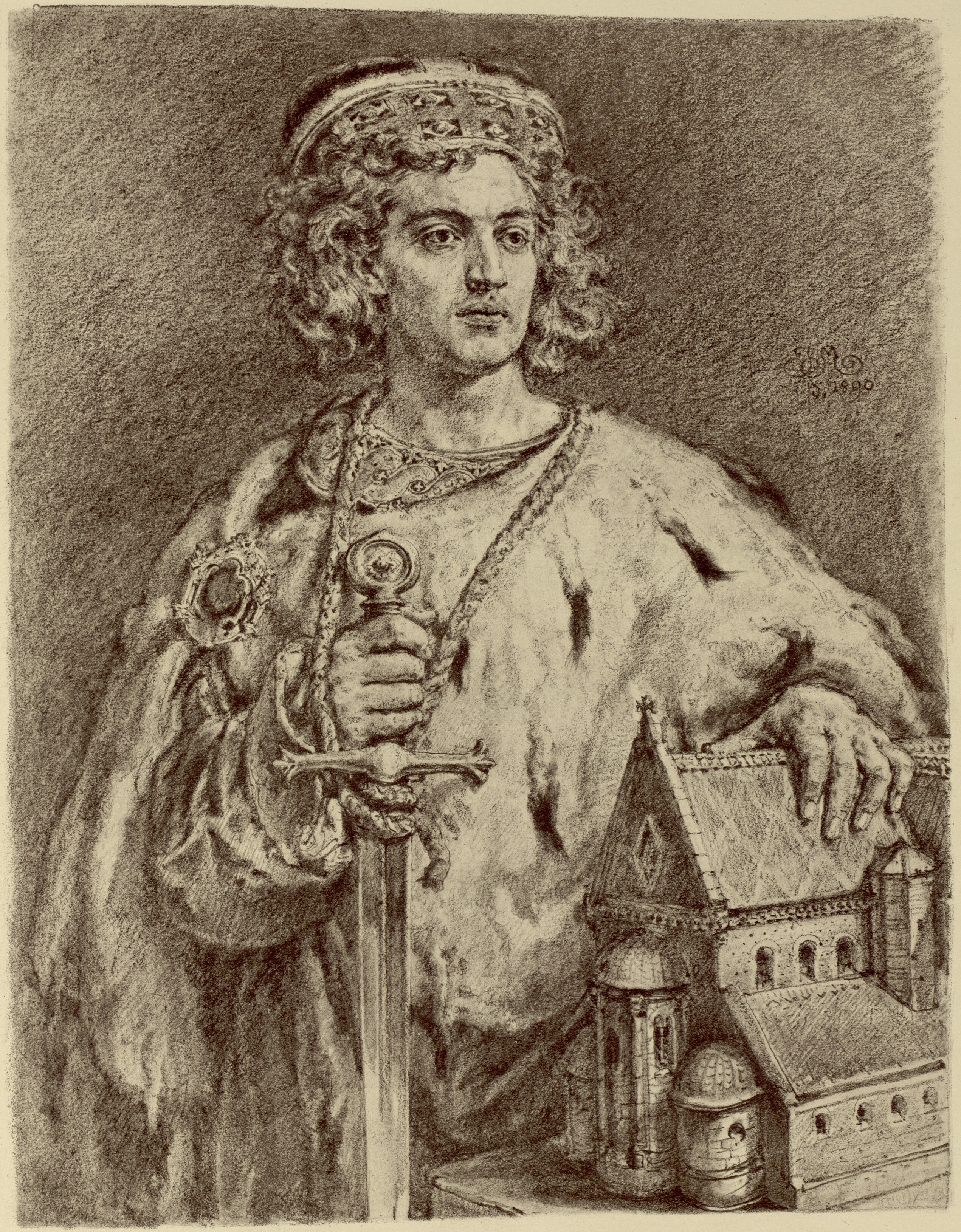
Jan Matejko, Bolesław IV Kędzierzawy

Wydarzenia polityczne w 1157 roku.

## Wydarzenia
- Waldemar I Wielki zostaje królem Danii[1].
- 30 sierpnia Pokój krzyszkowski zawarty pomiędzy Bolesławem IV Kędzierzawym, a cesarzem Fryderykiem I Barbarossą. W zamian za złożenie cesarzowi hołdu lennego i obietnicę płacenia trybutu cesarz wycofał się z poparcia dla Władysława II, wygnanego przez Bolesława[2].
- 23 października księżniczka ruska Zofia Rurykowiczówna wyszła za mąż za króla Danii Waldemara I Wielkiego.
- Haakon II Barczysty został królem Norwegii[3].

## Urodzili się
- Ryszard I Lwie Serce (fr. Richard Coeur de Lion, ang. Richard the Lionheart lub Lionhearted[4]), król Anglii od 1189[5] (zm. 1199), syn Henryka II i Eleonory Akwitańskiej, brat Jana bez Ziemi, uczestnik III wyprawy krzyżowej[6], uważany za wzór chrześcijańskiego rycerza[7].

## Zmarli
- 5 lutego Konrad Wielki, margrabia Miśni i Łużyc.
- 15 maja Jerzy Dołgoruki, książę ruski. Przydomek "Długoręki" odnosił się nie do rozmiaru ramion władcy, ale jego ambicji politycznych i sięgania po różne ziemie[8].
- 21 sierpnia Alfons VII Imperator, król Galicji, Leónu i Kastylii, cesarz Hiszpanii[9].
- Kanut V, król duński.